# Röttingen

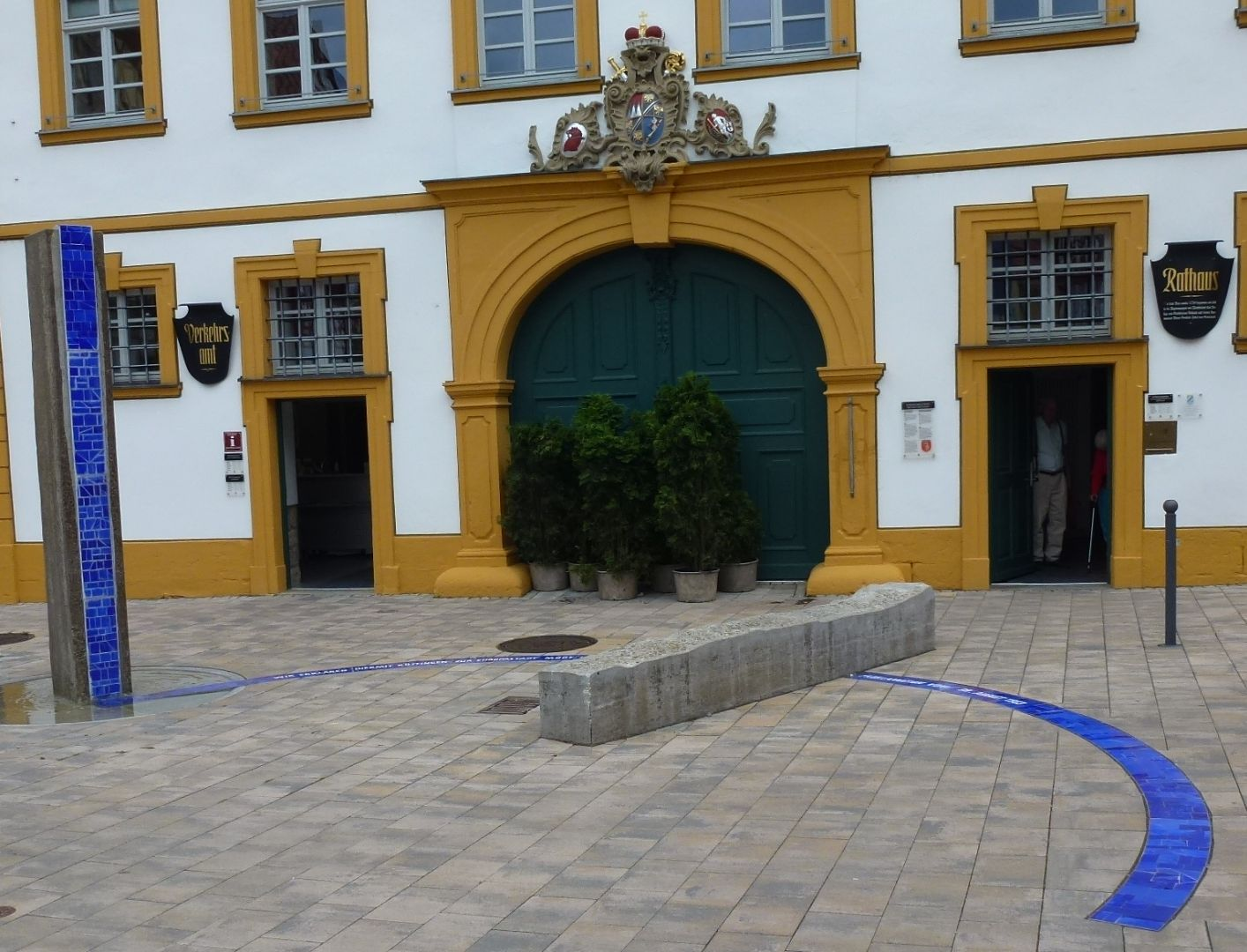
Europastadt Röttingen

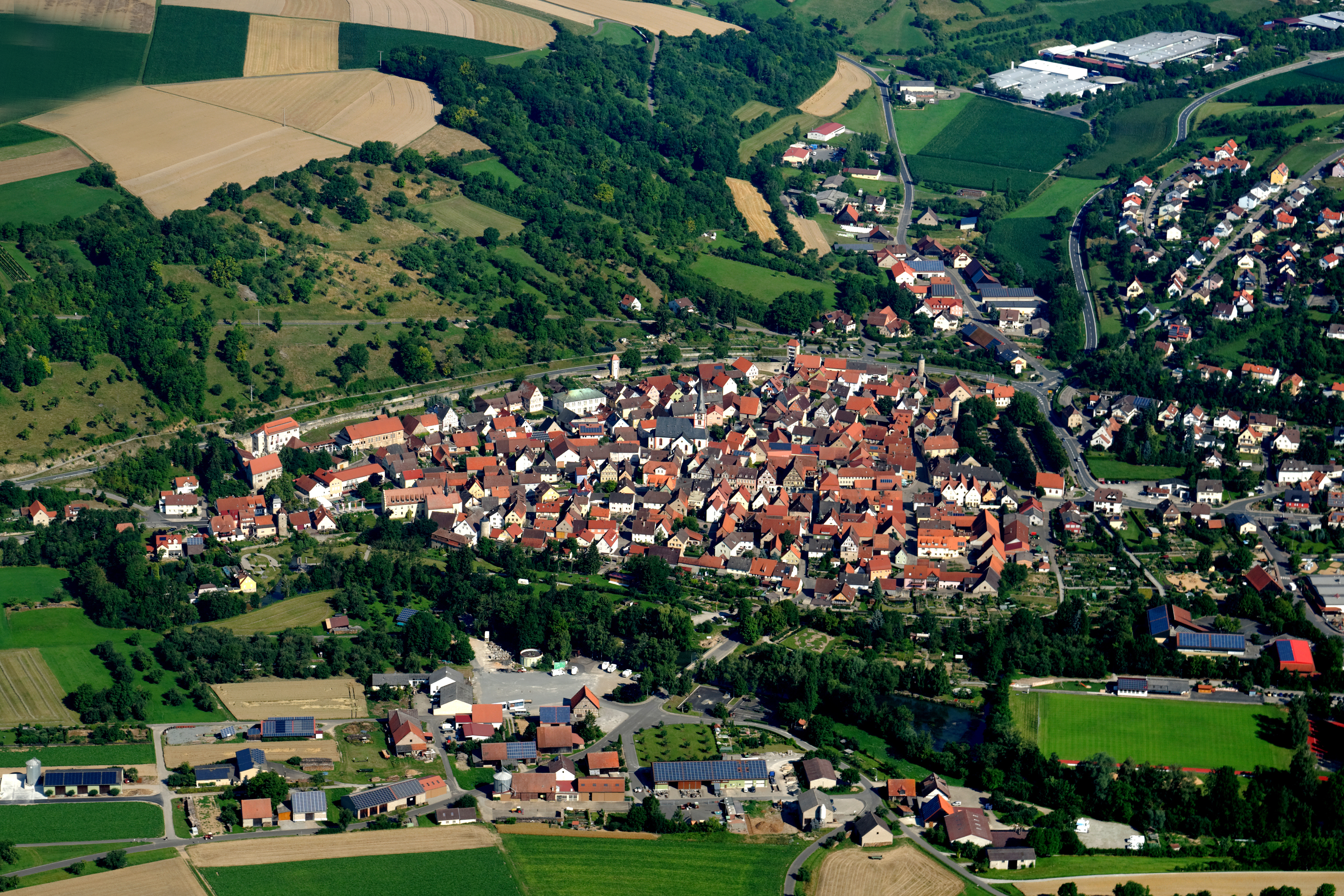
Luftausfnahme von Röttingen

Röttingen ist eine Landstadt im unterfränkischen Landkreis Würzburg und der Sitz der Verwaltungsgemeinschaft Röttingen.

## Geographie
Röttingen liegt etwa 35 Kilometer südlich von Würzburg in Bayern direkt an der Grenze zu Baden-Württemberg. Sie ist die südlichste Stadt im Landkreis Würzburg.

### Gemeindegliederung
Röttingen hat vier Gemeindeteile (in Klammern ist der Siedlungstyp angegeben):
- Aufstetten (Pfarrdorf)
- Gossenmühle (Einöde)
- Röttingen (Hauptort)
- Strüth (Pfarrdorf)

Es gibt die Gemarkungen Aufstetten, Röttingen und Strüth.

### Klima
Der Tauberraum gehört trotz des Wasserreichtums im Talbereich zu den relativ trockenen Gebieten Frankens und ist durch Merkmale des kontinentalen, trocken-warmen Klimatyps mit geringen Niederschlagsmengen gekennzeichnet.
Es werden jährlich mehr als 30 Sommertage mit Temperaturen über 25 °C und weniger als zehn Frosttage mit Temperaturen unter 0 °C gezählt.

## Geschichte

### Bis zur Gemeindegründung
Die genaue Gründungszeit der Stadt liegt im Dunkeln. Erst im späten 5. Jahrhundert dürfte die alemannische Sippe der Ruoter Röttingen (Ruotingen) gegründet haben. Die erste sichere urkundliche Überlieferung stammt aus dem Jahr 1103 Januar 18. Seit 1275 besitzt Röttingen Stadtrechte. 1298 war die Stadt Ausgangspunkt des Rintfleisch-Pogroms und 1336 der ebenfalls judenfeindlichen Armledererhebung. Während der Zeit der Stammesherzogtümer lag der Ort im Herzogtum Franken.
Ursprünglich den Edlen von Hohenlohe gehörig, kam Röttingen unter die Landesherrlichkeit des Hochstifts Würzburg. Vom 14. Jahrhundert an war Röttingen Sitz eines Amtmannes, der als verlängerter Arm des Würzburger Fürstbischofs galt.
Der Bauernkrieg ging auch an Röttingen nicht spurlos vorbei und brachte das Wirtschaftsleben zum Erliegen. Erst unter dem langjährigen Regiment des Fürstbischofs Julius Echter von Mespelbrunn erstarkte die weitgehend vom Weinbau abhängige Wirtschaft der Stadt. Im Dreißigjährigen Krieg (1618–1648) hatte Röttingen viel unter Plünderungen und Raub zu leiden, denn zur Zeit Gustav Adolfs war das Taubertal für längere Zeit Kriegsschauplatz. Die Kriege des 16. und 17. Jahrhunderts brachten Stadt und Bürger erneut an den Rand des Ruins. Es bedurfte eines Napoleon, um in den Jahren 1803 bis 1814 dem fränkischen Kleinstaatenindividualismus ein Ende zu bereiten. Im Jahr 1818 entstand die politische Gemeinde.

### 19. und 20. Jahrhundert
Mit der Säkularisation wurde das geistliche Fürstentum aufgelöst und Röttingen dem bayerischen Untermainkreis zugeschlagen. Im Königreich Bayern wurde Franken 1837 in die Regierungsbezirke Ober-, Mittel- und Unterfranken gegliedert. 1919 kam für Röttingen die Selbstverwaltung.
Früher bestand mit der 36,5 km langen Gaubahn der Bayerischen Staatseisenbahnen vom 30. April 1907 ab ein Bahnanschluss von Ochsenfurt am Main zunächst bis Röttingen in Unterfranken, die am 17. November 1909 bis Weikersheim an der Bahnstrecke Crailsheim–Königshofen verlängert wurde; außerdem erhielt sie gleichzeitig einen 6,1 Kilometer langen Abzweig von Bieberehren nach Creglingen im Taubertal, dessen geplante Verlängerung nach Rothenburg ob der Tauber aber nie Wirklichkeit wurde. Während der Personenverkehr schon 1974 beziehungsweise 1967 endete, bestand bis Anfang der 1990er Jahre Güterverkehr, der wegen einer maroden Brücke zwischen Röttingen–Schäftersheim vorzeitig eingestellt wurde. Danach wurde die Trasse abgebaut und zu großen Teilen zu einem Radweg (Taubertalradweg und Gaubahnradweg) umgestaltet.
Seit 1953 nennt sich Röttingen „Europastadt“.

### Eingemeindungen
Im Zuge der Gebietsreform in Bayern wurde am 1. Januar 1972 die Gemeinde Strüth und am 1. Januar 1978 die Gemeinde Aufstetten eingegliedert.

### Einwohnerentwicklung
- 1961: 2024 Einwohner[5]
- 1970: 1988 Einwohner[5]
- 1987: 1733 Einwohner
- 1991: 1751 Einwohner
- 1995: 1775 Einwohner
- 2000: 1789 Einwohner
- 2002: 1781 Einwohner
- 2005: 1675 Einwohner
- 2006: 1663 Einwohner
- 2007: 1674 Einwohner
- 2008: 1675 Einwohner
- 2009: 1650 Einwohner
- 2010: 1657 Einwohner
- 2011: 1700 Einwohner
- 2012: 1706 Einwohner
- 2013: 1711 Einwohner
- 2014: 1687 Einwohner
- 2015: 1705 Einwohner
- 2016: 1713 Einwohner

Im Zeitraum 1988 bis 2018 sank die Einwohnerzahl von 1731 auf 1673 um 58 Einwohner bzw. um 3,4 %. 1999 hatte die Stadt 1789 Einwohner.
Quelle: BayLfStat

### Konfessionsstatistik
Konfessionszugehörigkeit (gerundet) war 2006 
- römisch-katholisch 94 %
- evangelisch 4 %
- sonstige 2 %

Der Anteil der Protestanten und Katholiken an der Gesamtbevölkerung ist seitdem beträchtlich gesunken. Gemäß dem Zensus 2022 waren (Mai 2022) 12,9 % der Einwohner evangelisch, 65,9 % katholisch und 21,1 % waren konfessionslos, gehörten einer anderen Glaubensgemeinschaft an oder machten keine Angabe.

## Politik

### Stadtrat
Sitzverteilung nach der Kommunalwahl am 15. März 2020 (in Klammern die Sitze nach der Wahl 2014):
- CSU/Freie Bürger: 7 Sitze (7)
- Unabhängige Bürger Röttingen (UBR): 5 Sitze (5)

### Bürgermeister
Die Kommunalwahl am 15. März 2020 brachte folgendes Ergebnis:
Hermann Gabel, genannt Fernando (Zukunft Röttingen) wurde zum neuen Bürgermeister mit 60,99 % der Stimmen gewählt. Sein Vorgänger war Martin Umscheid (CSU/Freie Bürger), im Amt vom 1. Mai 2008 bis 30. April 2020. Am 15. September 2024 wurde, wegen gesundheitlicher Gründe des bisherigen Bürgermeisters, neu gewählt. Einzig offizieller Kandidat auf den Stimmzetteln war der CSU-Kandidat Jürgen Boier. Dieser verlor aber gegen Steffen Romstöck (Unabhängige Bürger Röttingen), der von den Bürgern händisch auf die Stimmzettel geschrieben wurde. Steffen Romstöck gewann die Wahl mit 51,9 % der Stimmen.
Röttingen ist Sitz einer Verwaltungsgemeinschaft mit folgenden Mitgliedsgemeinden: Bieberehren, Riedenheim, Röttingen, Tauberrettersheim. Vorsitzender der Verwaltungsgemeinschaft Röttingen ist der Röttinger Bürgermeister Hermann Gabel, genannt Fernando.

### Wappen
| Wappen von Röttingen | Blasonierung: „In Rot der stehende Heilige Georg in silberner Rüstung mit rotem Kreuz auf der Brust, in der Rechten an goldener Lanze eine silberne Fahne, darauf ein durchgehendes rotes Kreuz; am linken Arm eine an der Schildfessel hängende silberne Tartsche mit rotem Kreuz“ |
| Wappen von Röttingen | Das Wappen ist aus der Siegelführung um 1400 abgeleitet. |

### Städtepartnerschaften
Eine Partnerschaft besteht mit Bad Mitterndorf in der Steiermark, Österreich.

## Wirtschaft
Röttingen ist ein Fränkischer Weinort an der Tauber. Es werden derzeit in der Lage Röttinger Feuerstein ca. 30 ha Frankenwein angebaut: davon sind 70 % Müller-Thurgau, 20 % Silvaner; zehn Prozent Sorten wie Riesling, Traminer, Kerner, Scheurebe, Bacchus, Schwarzriesling etc.
Als Besonderheit pflegt man den Tauberschwarz, eine jahrhundertealte lokale Rebsorte, die ausschließlich in der Tauberregion an- und ausgebaut wird.

## Kultur und Sehenswürdigkeiten

### Theaterfestspiele
Seit 1984 finden im Hof der Burg Brattenstein alljährlich die Frankenfestspiele Röttingen (vormals Röttinger Festspiele) statt.

### Museen
- Weinmuseum[10] in der Burg Brattenstein: dokumentiert die Geschichte des Weinbaus in Röttingen (Lagerweg)
- Museumsweinberg: In der Weinbaulage „Feuerstein“ wurde ein Museumsweinberg angelegt. Er dokumentiert auf einer Fläche von 1800 Quadratmetern mit drei Parzellen die Entwicklung des Weinbaues bis in die 1950er Jahre.

### Historische Bauwerke
- Fachwerkhäuser rund um den Marktplatz und in der gesamten Altstadt
- Barockes Rathaus (um 1750), Marktplatz 1, dreigeschossiger Massivbau, Hausteingliederung, Mansarddach mit Glockentürmchen, schmiedeeiserne Wasserspeier
- Burg Brattenstein (1230 erstmals urkundlich erwähnt), Viereck-Anlage, im Kern 12./13. Jahrhundert, im frühen 17. Jahrhundert stark verändert, weitere Veränderungen im 19. Jahrhundert, Reste von Bergfried und Graben;
- Pfarrkirche St. Kilian (13. Jahrhundert), Saalbau, im Kern spätromanisch, die Choranbauten 14. und 15. Jahrhundert, 1606–1614 umgestaltet; mit Ausstattung

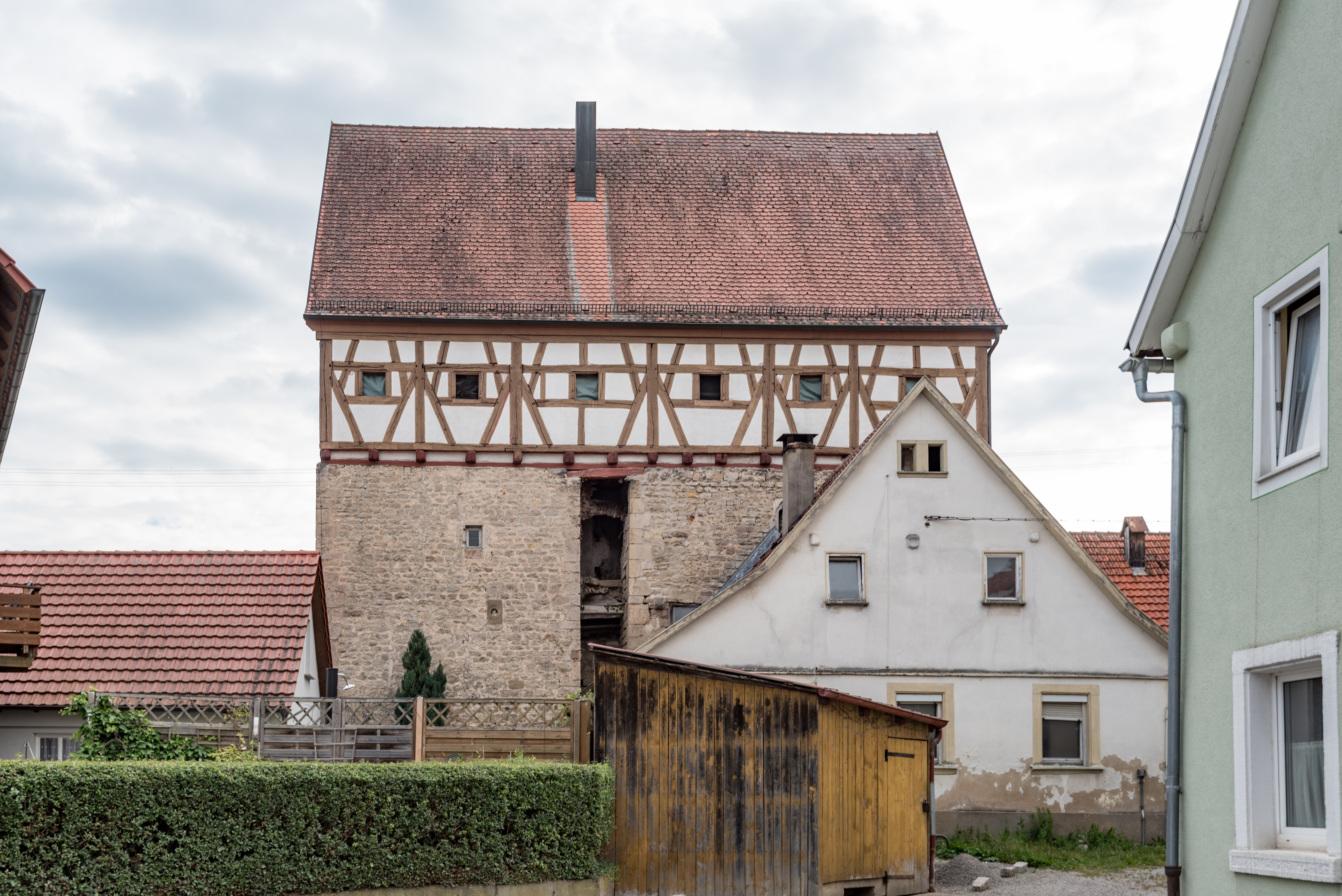
Hoher Bau

- Hoher BauHoher Bau (Untergasse 8): Um 1210/20 als dreigeschossiger Wohnturm auf quadratischem Grundriss errichtet, kurz danach um einen nur 1,20 m entfernten, südlich freistehenden Turm auf rechteckigem Grundriss ergänzt, der möglicherweise durch einen Holzsteg mit dem Nordturm verbunden war. Dessen Hocheingang befand sich im Burghof auf der Ostseite, wo die Zweiteilung noch an einem schachtartigen Einsprung erkennbar ist. Der Südturm wurde um 1430/40 nach Westen erweitert, mit einstigem Prunkerker im zweiten Obergeschoss, von dem noch die Konsolen erhalten sind. Sigmund von Gebsattel[11] verknüpfte die beiden Turmbauten 1494–97 durch Mauern miteinander und setzte einen einstöckigen Fachwerkaufbau mit einer Bohlenstube und zwei Dachgeschossen auf; im Inneren befindet sich sein Wappen an einem Türsturz. Anbauten des 18. und 19. Jahrhunderts. Geringe Reste eines bauzeitlichen Biforium in der Ostwand.[12]
- St. Georgskapelle (15. Jahrhundert) katholische Friedhofskapelle, rechteckiger Saalbau, 1588, mit Ausstattung
- Julius-Echter-Stift, zweigeschossiger, langgestreckter Renaissancebau, erbaut 1614/1615 durch Julius Echter von Mespelbrunn
- Die fast vollständig erhaltene Stadtmauer besitzt noch sieben mittelalterliche Wehrtürme von ursprünglich 14 vorhandenen Türmen des 14./15. Jahrhunderts: Mühlenturm, alter und neuer Hundheimer Torturm, Schweinehirtenturm, Jakobsturm, Schneckenturm und Rippacher Turm. Für die gelungene Sanierung des Jakobsturms und des angrenzenden Hauses erhielt die Stadt 2009 den Förderpreis des Bezirks Unterfranken zur Erhaltung historischer Bausubstanz
- Auf der Anhöhe nordöstlich der Ortschaft befindet sich das Röttinger Käppele

### Sonstiges
- Sonnenuhren-Rundweg (zwei Kilometer lang) mit 25 Sonnenuhr-Objekten (seit 1984)
- Paracelsus-Gärtchen mit etwa 70 Heil- und Küchenkräutern direkt im Anschluss an die Burg Brattenstein
- Kreuzweg zum Käppele (0,5 Kilometer lang, Beginn gegenüber Kapellenberg 1–2)

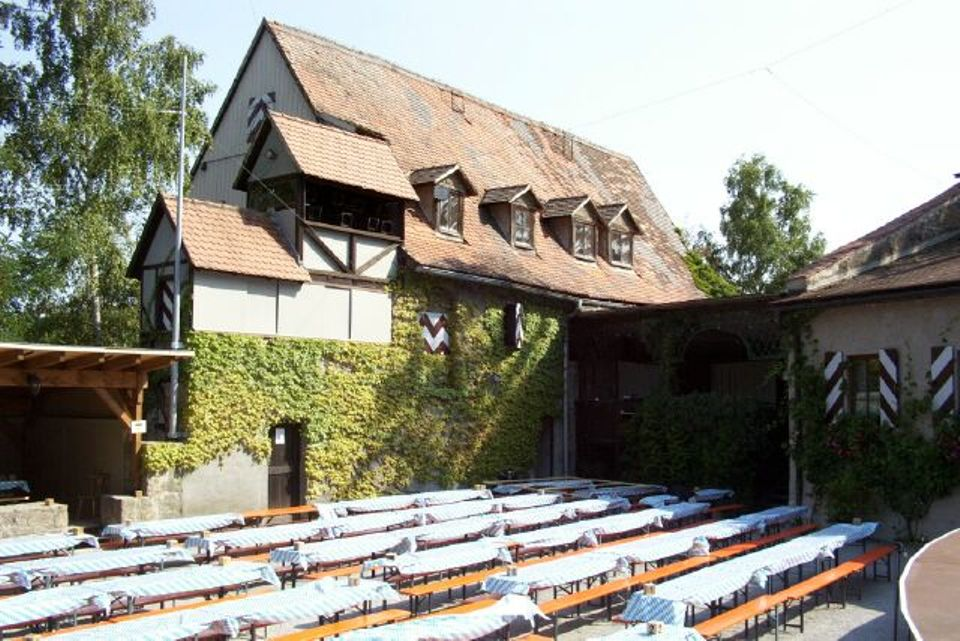
Zuschauerraum im Hof der Burg Brattenstein
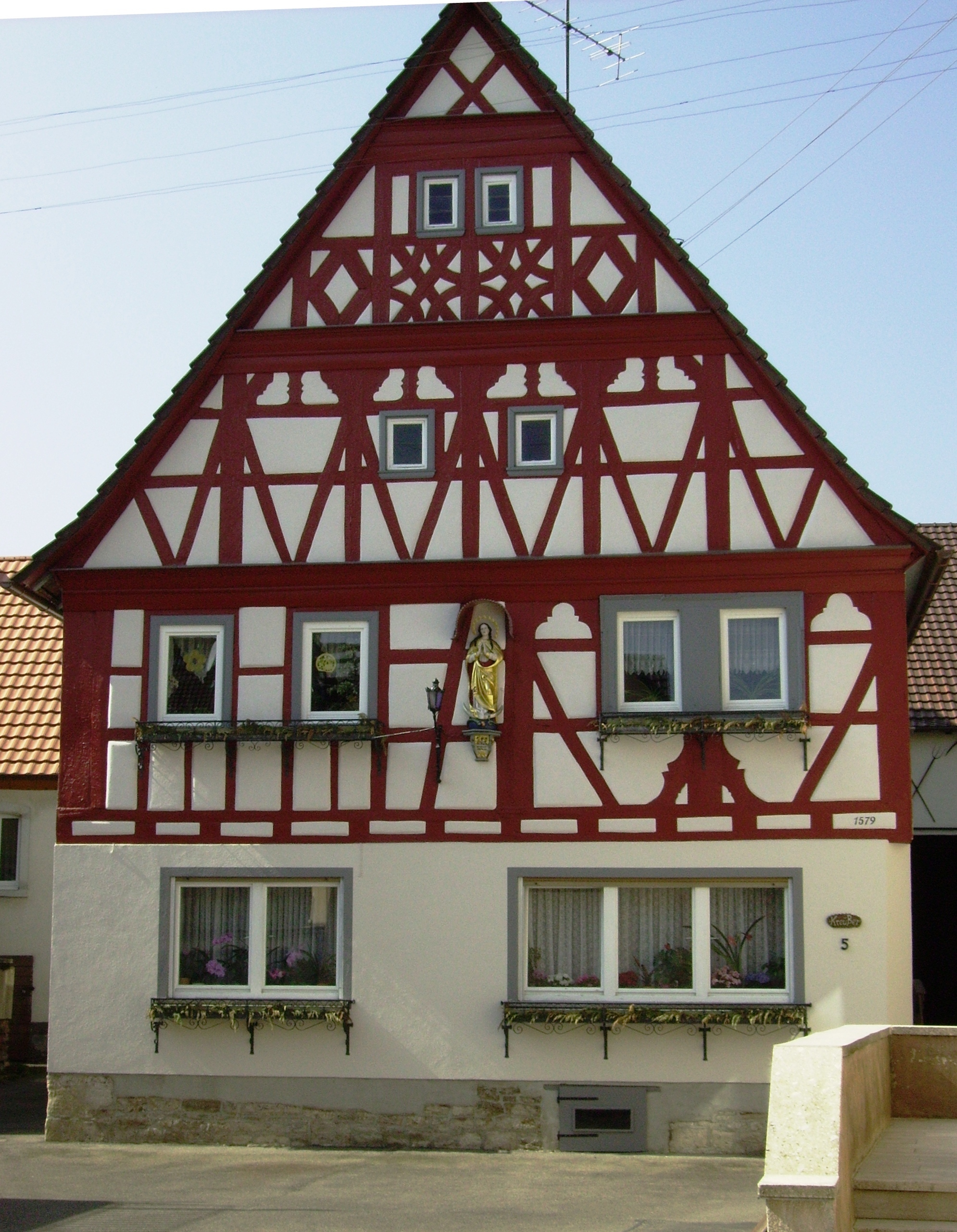
Fränkisches Fachwerk in Röttingen
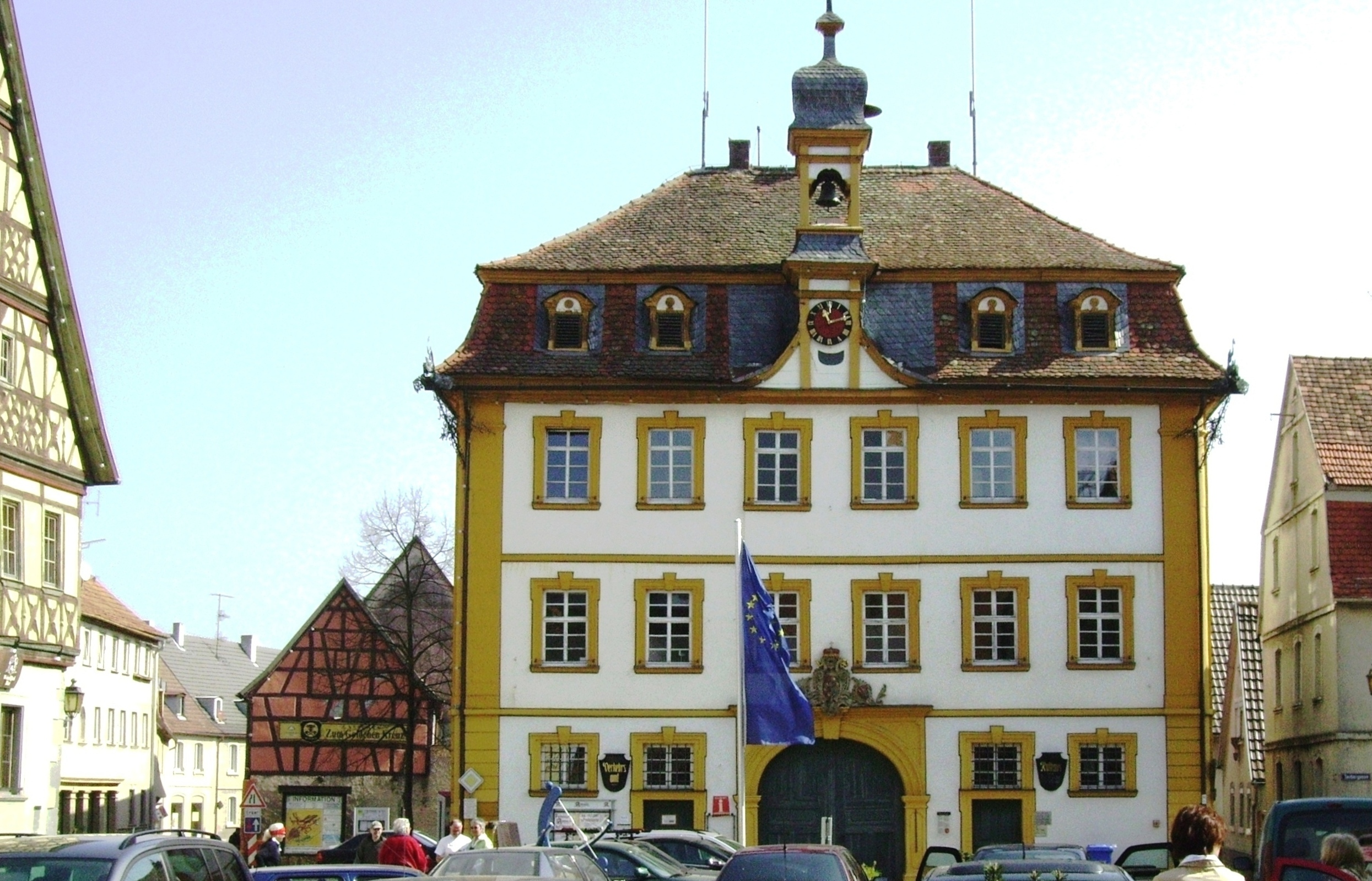
Rathaus Röttingen
Portal des Julius-Echter-Stifts
Stadtmauer mit Schneckenturm
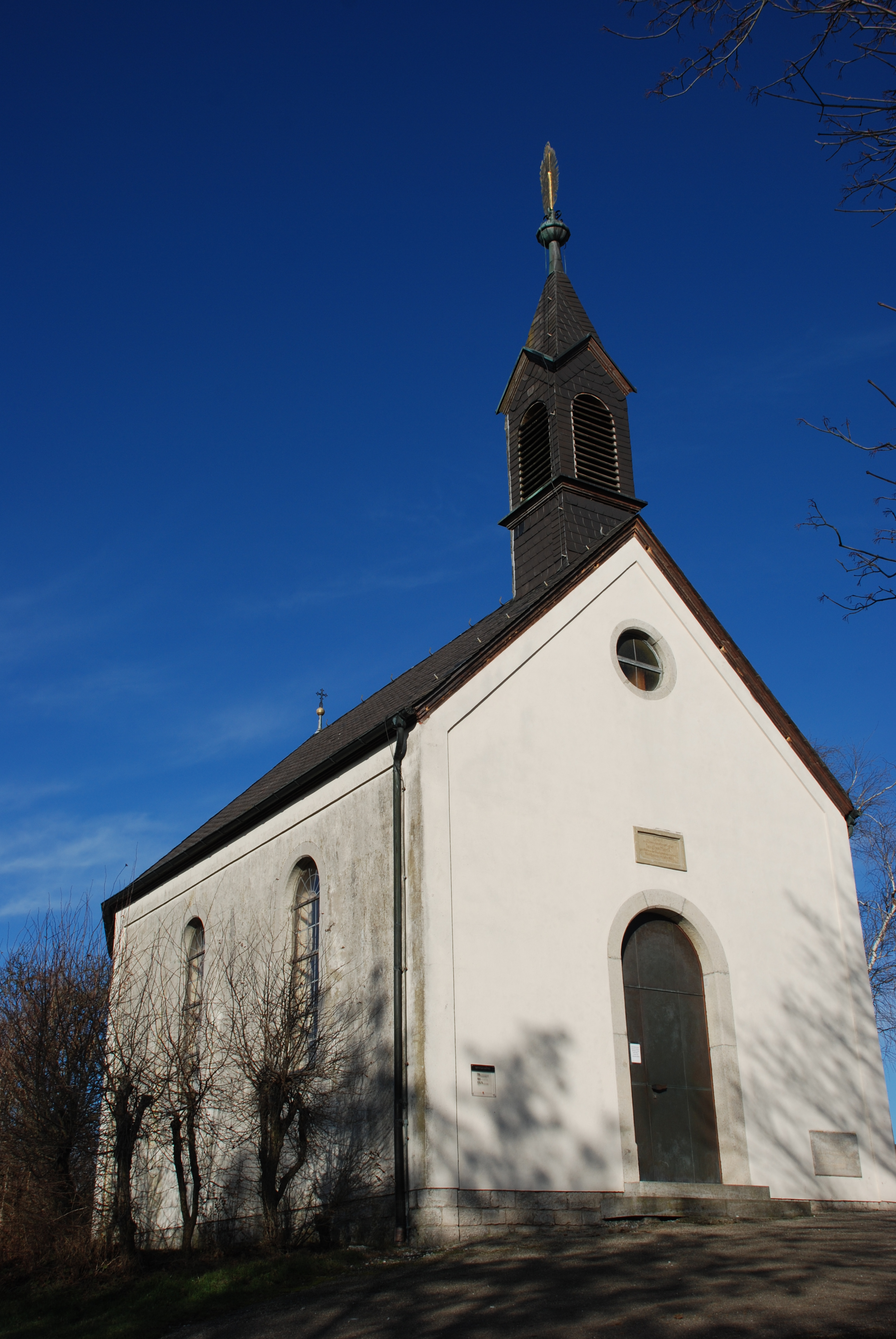
Röttinger Käppele
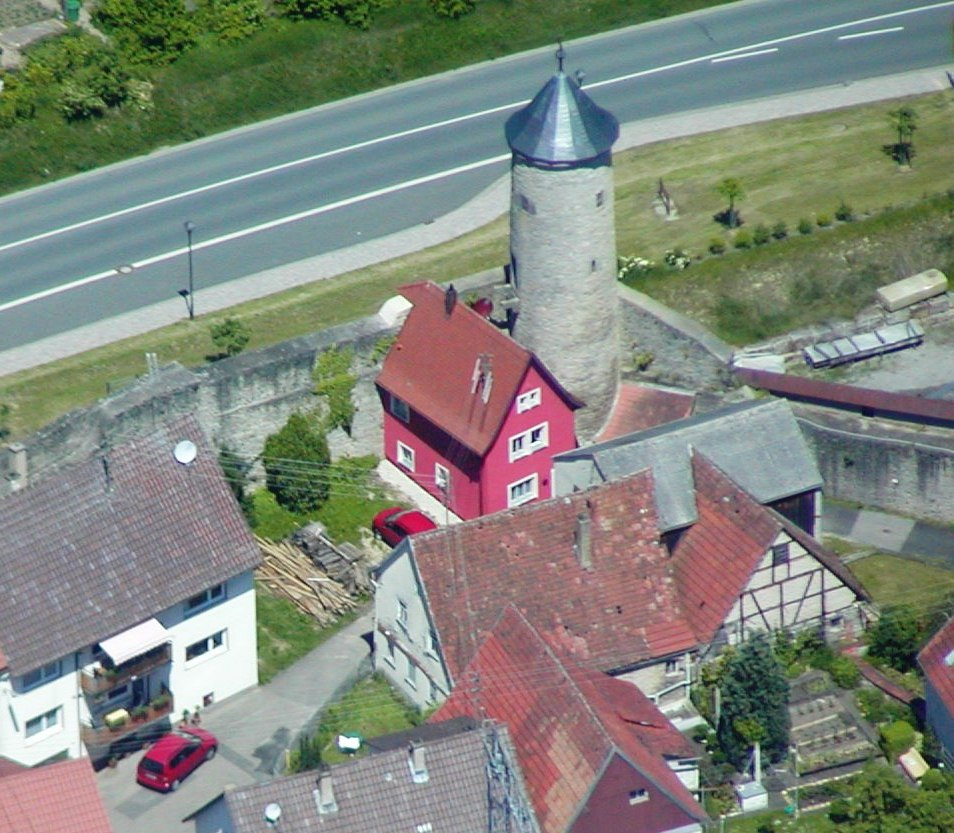
Schneckenturm mit Haus in der Erbsengasse
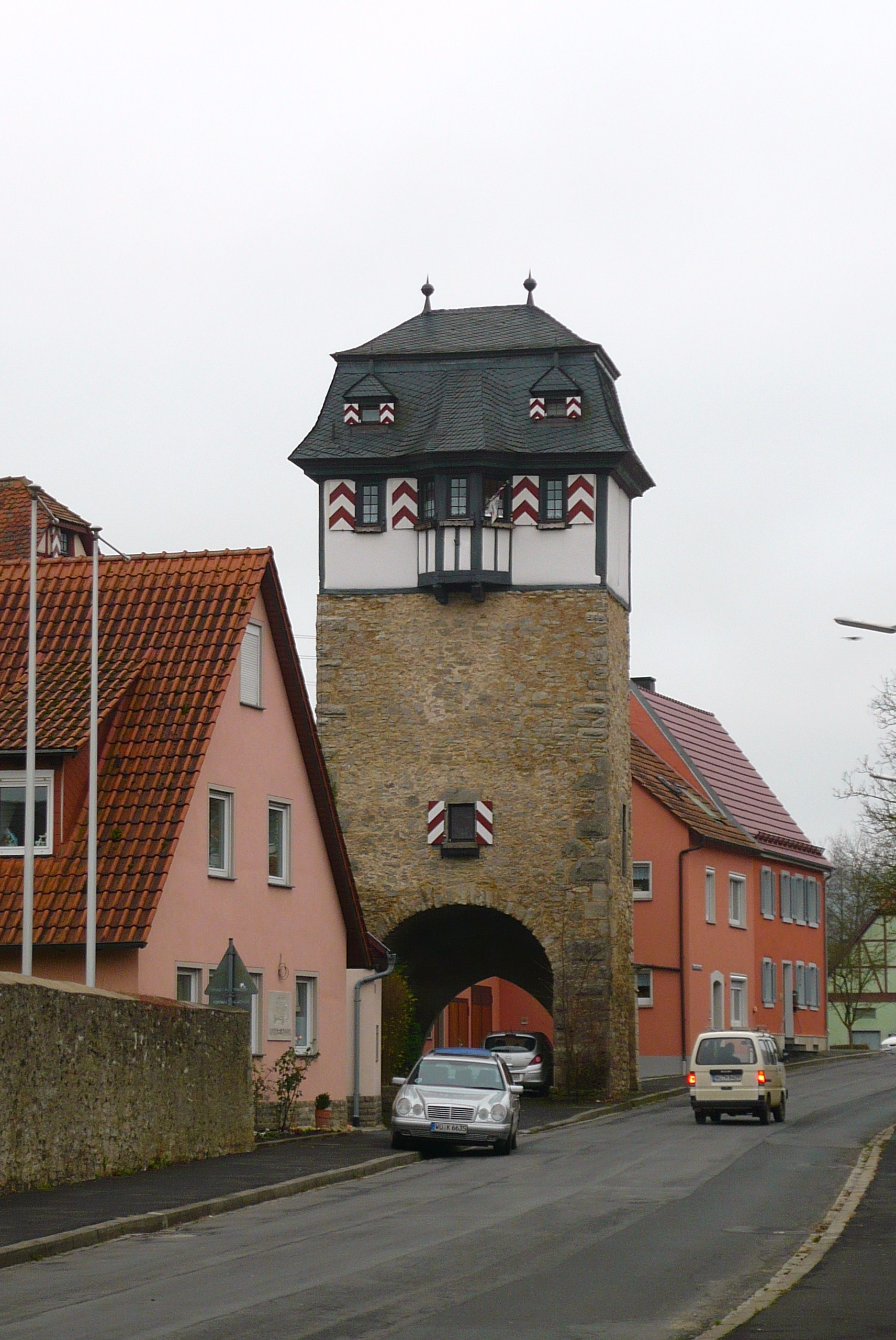
Stadttor in Röttingen

### Rad- und Wanderwege
Röttingen liegt am Taubertalradweg. Der Panoramaweg Taubertal führt ebenfalls durch den Ort.

## Regelmäßige Veranstaltungen
- Frankenfestspiele Röttingen (vormals Festspiele Röttingen an der Romantischen Straße): alljährlich von Mai bis Mitte August im Hof der Burg Brattenstein mit Jungem Theater, Musical, Operette, Schauspiel und Konzerten, in den Anfangsjahren wurden vorwiegend Theaterstücke von Johann Nestroy aufgeführt
- Europäisches Weinfest (Pfingsten)
- Gauvolksfest Röttingen (Ende August)
- Tag des offenen Denkmals
- Kulturherbst

## Romantische Straße
Röttingen liegt an der vom Augsburger Bürgermeister Wegele 1950 aus Gründen der Fremdenverkehrsförderung Romantische Straße genannten touristischen Route. Sie verbindet eine Reihe von Städten mit weitgehend erhaltenen mittelalterlichen Stadtkernen im zentralen Bereich zwischen Würzburg und Augsburg, u. a. Bad Mergentheim, Rothenburg ob der Tauber, Feuchtwangen, Dinkelsbühl, Nördlingen im Ries und Donauwörth.

## Söhne und Töchter der Stadt
- Wolfgang Zobel (* 1523; † 1563), Benediktinerabt des Klosters Münsterschwarzach
- Karl Mühlek (* 1930; † 2025), katholischer Theologe
- Gabi Geist (* 1953), Schauspielerin